# Бара (блато край Либаново)
Бара или Агатуполското блато (на гръцки: Έλος Αγαθουπόλεως, Агатуполско блато) са защитена зона в западната част на Солунския залив (Термайкос), Гърция. Част са от Националния парк „Делта на Вардар-Колудей-Бистрица“.

## Име
До 1969 година името на блатото е Бара (Μπάρα). На 6 август 1969 година е прекръстено на Λιμνούλα, тоест Езерце. Стандартното име на гръцки е Агатуполско блато (Έλος Αγαθουπόλεως) по името на разположеното на юг село Неа Агатуполи.

## Местоположение
Блатото е разположено в северната част на областна единица Пиерия, югоизточно от градчето Либаново (Егинио) и северно от Неа Агатуполи. На изток и североизток са обширните площи на делтата на Бистрица (Алиакмонас) с блатото Алмира в нея. На югоизток е двукилометровата брегова ивица на Солунския залив (Термайкос).

## Описание
Общата площ на Бара достига 800 ha и тя непрекъснато се разширява поради непрекъснатото отлагане на наносни материали от Бистрица. В своите граници блатото обхваща почти всички отделни местообитания, които се срещат в крайбрежни влажни зони. Това е по-скоро блато, отколкото лагуна, като водите му варират от пресни до солени. Най-дълбоката му точка достига едва 20 cm. Тук е и отличната Обсерватория на управителния орган на Националния парк. Около блатото има туристически и велосипедни пътеки и селски черни пътища, а в Неа Агатуполи се намира тематичният павилион Микрокосъм, който работи за групи от деца и ученици.

### Флора
По отношение на растителността, централните части на блатото са заобиколени от златиста тръстика, докато малкото групи дървета и разпръснати отделни дървета са брястове, елши и върби. По цялото крайбрежие на юг от блатото има зони с охлюви и други халофитни видове, докато във водите на блатото и в плиткото дъно на Солунския залив се срещат различни интересни видове. И накрая, в околните полета могат да срещнат различни тревисти видове. Сред растенията в района са многогодишна саркокорния (Sarcocornia perennis), междинен изворник (Puccinellia festuciformis), обикновена ефедра (Ephedra distachya), тученицово халимионе (Halimione portulacoides), плаваща лейка (Salvinia natans), Храстовидна саркокорния (Arthrocnemum fruticosum), обикновена азола (Azolla filiculoides), кълбосеменно лютиче (Ranunculus sphaerospermus), голо димитровче (Aster tripolium), леплива дитрихия (Dittrichia viscosa), морска коленчица (Spergularia salina) и Triglochin barrelieri.

### Фауна
Блатото е домакин, особено през зимата, на много редки птици - в него живеят около 220 вида. На върха е внушителният морски орел, който често посещава блатото за лов. Други грабливи птици включват редкия голям креслив орел, тръстиковия блатар, полския блатар, черната каня, обикновения мишелов, малкия ястреб, късопръстия ястреб, керкенеза, сокола скитник, редкия сокол орко, блатната сова, забулената сова и кукумявката. През зимата тук могат да се видят и трите вида лебеди, които се срещат в Гърция (немият лебед, пойният лебед и малкият лебед), докато тук зимуват хиляди патици, като зимното бърне, сивата патица, кафявоглавата потапница, фишът, зеленоглавата патица, шилоопашатата патица, клопачът, белият ангъч. В блатото могат да се наблюдават къдроглави пеликани, плуващи сред фламинги, а тук живеят всички чапли, срещащи се в Гърция. Други видове, които представляват са лопатарката, саблеклюнът, кафявокрилият огърличник, блестящият ибис, морският дъждосвирец, малкият корморан, кокилобегачът, големият свирец, черноопашатият крайбрежен бекас, земеродното рибарче, туриликът, късопръстата чучулига, свиленото шаварче, черночелата сврачка, тръстиковата овесарка, торбогнездият синигер.
Земноводните се състоят от обикновения тритон, зелената крастава жаба, дървесницата и голямата водна жаба. От фауната на влечугите тук се срещат шипобедрената костенурка, блатната костенурка, южната блатна костенурка, гекони, ивичестият гущер, македонският гущер, кримският гущер, ивичестият смок, жълтоухата водна змия и сивата водна змия.
Фауната на бозайниците включва лисици, златки, невестулки и таралежи.